# Меркурий-Литл Джо
Меркурий-Литл Джо (англ. Mercury-Little Joe) — часть первой пилотируемой программы Меркурий США. Цель - отработка и тестирование Системы аварийного спасения (САС). Также — название серии космических кораблей, использовавшихся в этой подпрограмме. Использовалась ракета-носитель Литл Джо-1.

## Предыстория
В этой подпрограмме использовалась ракета-носитель Литл Джо-1, чтобы просто и дешево тестировать Систему аварийного спасения (САС) космического корабля Меркурий. Ракета-носитель была разработана Лэнгли NASA, используя существующие компоненты. Шесть или восемь твердотопливных двигателей были собраны в пакет под аэродинамическим обтекателем со стабилизаторами. Эта группа ракет "Сержант" обеспечивала высокую начальную тягу и ускорение.
Старт был почти вертикальным и неуправляемым, за исключением больших аэродинамических стабилизаторов, ракета была недорогим средством тестирования полномасштабных моделей космического корабля в самых критических фазах орбитальной миссии - запуск, аварийное прекращение полета и спасение на различных скоростях и при различных аэродинамических напорах, развертыванием парашюта и приземление. Такое транспортное средство могло поднять человека в баллистической капсуле до высоты 180 км. В конце февраля 1959 года, начались проектные работы над экспериментальной ракетой, которая тогда получила кодовое название "Высотная Поездка".
Тем временем Фэджет и Пол Персеры идею начала года о сгруппированных ракетах "Сержант" довели "до металла", внесли нужные модификации и начали проверки получившейся ракеты-носителя. В августе Фэджет попросил, чтобы Уильям М. Блэнд младший и Рональд Коленкивич рассчитали и выдали точные технические требования к транспортному средству (размеры и вес), которое можно было бы поднять на максимальную высоту - 100 миль (180 км). Прошел почти год, прежде чем экспериментальная ракета и капсула были готовы. Когда это было сделало, прежняя "Высотная Поездка" была переименована в "Литл Джо".

## Система аварийного спасения (САС)
Это бортовая система для спасения экипажа космического корабля в случае возникновения аварийной ситуации на ракете-носителе (РН). При штатном полете САС отделяется от РН после старта.
При аварии на больших высотах спасение экипажа может осуществляться отделением спускаемого аппарата (или всего космического корабля) от ракеты-носителя с последующим полётом его по траектории спуска и торможением в атмосфере.
Куда труднее спасти космонавтов на последних этапах предстартовой подготовки, когда персонал уже покинул башню обслуживания и ракета начинает активно готовиться к запуску. Поэтому ровно за 15 минут до намеченного старта приводится в готовность двигательная установка САС. С этого момента и до подъема в верхние слои атмосферы она способна в любой момент оторвать корабль с экипажем от аварийной ракеты, увести его в сторону и обеспечить мягкую посадку.

## Характеристики
В состав системы аварийного спасения входят:
- автоматика САС (блоки автоматики, программно-временное устройство, блоки питания, гироприборы, бортовая кабельная сеть);
- двигательная установка системы аварийного спасения (ДУ САС);
- двигатели головного обтекателя (РДГ);
- механизмы и агрегаты САС, размещаемые на головном обтекателе (решетчатые стабилизаторы, ложементы, верхние опоры, механизмы аварийного стыка, противопожарная система, средства отделения блистера оптического визира).

## Старты
| Дата запуска    | Название корабля | Масса, кг | Примечания                                                                                             |
| --------------- | ---------------- | --------- | --- |
| 21 августа 1959 | Литл Джо-1       | 1 159,0   | За полчаса до старта пиротехника вынесла капсулу на высоту 600 м. Старт не состоялся, РН не пострадал. |
| 4 октября 1959  | Литл Джо-6       | 1 134,0   | Суборбитальный полет                                                                                   |
| 4 ноября 1959   | Литл Джо-1A      | 1 007,0   | Суборбитальный полет, аварийный пуск                                                                   |
| 4 декабря 1959  | Литл Джо-2       | 1 007,0   | Суборбитальный полет                                                                                   |
| 21 января 1960  | Литл Джо-1B      | 1 007,0   | Суборбитальный полет                                                                                   |
| 9 мая 1960      | Beach Abort      | 1 007,0   | Суборбитальный полет. Запуск без РН, испытание САС.                                                    |
| 8 ноября 1960   | Литл Джо-5       | 1 141,0   | Суборбитальный полет                                                                                   |
| 18 марта 1961   | Литл Джо-5A      | 1 141,0   | Суборбитальный полет                                                                                   |
| 28 апреля 1961  | Литл Джо-5B      | 1 141,0   | Суборбитальный полет                                                                                   |

## Интересные факты
Двигательная установка САС — не только важнейшая, но и самая тяжелая часть системы спасения. Она отнимает изрядную часть полезной грузоподъемности — около 10 %.